# Dalums socken
Dalums socken i Västergötland ingick i Redvägs härad, ingår sedan 1974 i Ulricehamns kommun och motsvarar från 2016 Dalums distrikt.
Socknens areal är 31,15 kvadratkilometer varav 30,00 land. År 2000 fanns här 805 invånare.  Godset Vinsarp samt tätorten Dalum med sockenkyrkan Dalums kyrka ligger i socknen. 

## Administrativ historik
Socknen har medeltida ursprung. 
Vid kommunreformen 1862 övergick socknens ansvar för de kyrkliga frågorna till Dalums församling och för de borgerliga frågorna bildades Dalums landskommun. Landskommunen uppgick 1952 i Redvägs landskommun som upplöstes 1974 då denna del uppgick i Ulricehamns kommun. Församlingen uppgick 2006 i Redvägs församling.
1 januari 2016 inrättades distriktet Dalum, med samma omfattning som församlingen hade 1999/2000.  
Socknen har tillhört län, fögderier, tingslag och domsagor enligt vad som beskrivs i artikeln Redvägs härad. De indelta soldaterna tillhörde Älvsborgs regemente, Redvägs kompani och Västgöta regemente, Vartofta kompani.

## Geografi
Dalums socken ligger norr om Ulricehamn kring Ätran med Vinsarpsjön i nordost. Socknen har odlingsbygd i ådalen och är i övrigt en höglänt skogsbygd.

## Fornlämningar
Boplatser och en hällkista från stenåldern är funna. Från bronsåldern finns gravrösen och skålgropsförekomster. Från järnåldern finns fem gravfält, stensättningar och domarringar. En runristning har påträffats.

## Namnet
Namnet skrevs 1353 Dalem och kommer från kyrkbyn. Namnet innehåller dal syftande på Ätrans dalgång och hem, 'boplats; gård'.